# Myzostoma vincentinum
Myzostoma vincentinum is een ringworm uit de familie Myzostomatidae.
Myzostoma vincentinum werd in 1906 voor het eerst wetenschappelijk beschreven door Reichensperger.